# 1996年夏季奥林匹克运动会西萨摩亚代表团
1996年夏季奥林匹克运动会西萨摩亚代表团是西萨摩亚派出的1996年夏季奥林匹克运动会代表团。